# Sociální stát
| >30% | 25–30% | 20–25% | 0–20% |

Procenta HDP na sociální výdaje ve státech OECD, 2013
>30%
25–30%
20–25%
0–20%

Jako sociální stát je označován stát, který usiluje o zajištění blahobytu, přesněji podmínek slušného žití pro své občany. Lze ho definovat jako stát, který garantuje svým občanům sociální práva.
Vymezení pojmu je však velmi obtížné a nepanuje o něm shoda, což je způsobeno rozmanitostí podob sociálního státu.
Originální anglický termín welfare state (do češtiny, tak aby sousloví nejlépe vystihovalo podstatu, přeloženo jako stát sociálního blahobytu) byl poprvé použit v roce 1939 k popisu situace ve Spojeném království, po druhé světové válce se rozšířil v západním světě a začaly jím být označovány systémy sociální politiky vyspělých zemí, později pak přímo tyto země. Welfare state je vymezen vůči čistě tržnímu kapitalismu a liberálnímu pojetí státu na jedné straně, i vůči socialismu a centrálně plánovanému hospodářství na straně druhé. Koncept welfare state je vázán na demokratický režim a pojí se s relativně vyspělou tržní ekonomikou.

## Vymezení sociálního státu
Pojem sociální stát nemá jasné vymezení. V úzkém slova smyslu termín odkazuje k rozsahu zajišťování klíčových veřejných sociálních služeb (často omezených na zdraví, vzdělání, bydlení, zajištění příjmu a pečovatelské služby). Šířeji (a stále častěji) je termín sociální stát používán k definici
1. určitého druhu státu,
2. jisté formy politického prostředí nebo
3. specifického typu společnosti[3].

Sociální stát primárně usiluje o ekonomické a sociální zabezpečení občanů, omezení příjmových nerovností a udržitelný ekonomický růst a rozvoj. Využívá k tomu řadu politik jako programy boje proti chudobě, zajišťování vzdělávání obyvatelstva, zdravotní péči, sociální zabezpečení, státní kontrola a regulace trhu a výroby či zajišťování zaměstnanosti. Od 60. let 20. století pak welfare state expandoval také do oblastí občanských práv a ochrany životního prostředí.
Mezi základní cíle, které má sociální stát plnit, patří:
- zajišťování prosperity,
- omezování chudoby,
- zajišťování sociální rovnosti,
- zajišťování sociální integrace a zamezování sociální exkluzi,
- zajišťování sociální stability,
- zajišťování nezávislosti jednotlivců.[4]

### Různé definice
- Briggs: „Sociální stát je stát, ve kterém je demokraticky organizovaná moc (prostřednictvím sociálního zákonodárství a činnosti státních orgánů a institucí) užita k:
  - zajištění základního příjmu pro každého jedince a jeho rodinu;
  - zmírnění nebo překonání sociálních rizik v důsledku možných sociálních událostí s cílem zajistit přiměřenou sociální úroveň, bezpečí a suverenitu jedince;
  - poskytování veřejných sociálních služeb (zejména v oblasti školství a zdravotnictví) odpovídající úrovně pro všechny jedince bez ohledu na jejich sociální status.“
- Thoenes: „Sociální stát je typem společnosti, v níž vláda přebírá zodpovědnost za politickou, ekonomickou a sociální prosperitu svých občanů.“
- Martin Potůček: „Sociální stát je stát, v němž se v zákonech, ve vědomí a postojích lidí, v aktivitách institucí a v praktické politice prosazuje myšlenka, že sociální podmínky, v nichž lidé žijí, nejsou jen věcí jedinců či rodin, nýbrž i věcí veřejnou.“
- Liberální definice: „Sociální stát změkčuje rizika moderního života, realizuje opatření k zajištění bezpečnosti všech občanů, zvyšuje rovnost příležitostí, a tím tlumí třídní konflikt a podporuje sociální spravedlnost“
- Peacock: „Skutečným účelem welfare state je naučit lidi, jak si počínat bez něho.“

### Česká terminologie
O vhodném českém termínu nepanuje shoda. Sousloví sociální stát má pro některé pejorativní zabarvení, užívají se tedy i alternativní označení, jako např. stát blahobytu, stát veřejných sociálních služeb, asistenční stát. Žádný z nich se ale všeobecně neujal. Ojediněle se objevují i termíny stát sociálního zabezpečení, stát sociálních práv či sociální kapitalismus ad. Občas dochází i k používání anglického termínu welfare state i v českých textech.

## Vývoj sociálního státu
Představy blízké konceptu sociálního státu je možné nalézt již v dílech Locka, Hobbese, Rousseaua a Milla či v myšlenkách Francouzské revoluce. V mnoha zemích se jednotlivé welfare zákony objevovaly dávno před zrodem sociálního státu, až do posledních dekád 19. století však měl stát v sociální politice jen značně omezenou roli. V té době se začínají objevovat schémata typická pro moderní sociální stát, ať už to je Bismarckův systém povinného pojištění pro případ nemoci, úrazu a invalidity a stáří v Německu, nepříspěvkový systém starobních důchodů v Dánsku, Austrálii a na Novém Zélandu či povinné pojištění v nezaměstnanosti v Británii.
Vznik sociálního státu však bývá datován až do 40. let 20. století. Termín welfare state použil ve své zprávě z roku 1942 William H. Beveridge k označení svého modelu univerzálního minimálního sociálního zabezpečení. Rozšíření sociálního státu nastává spolu s rozsáhlými sociálními reformami po druhé světové válce, 50. a 60. léta jsou pak tradičně označována za zlatou éru sociálního státu. Západní země zaznamenávaly hospodářský růst, plná zaměstnanost umožňovala rozšiřování sociálních služeb a dávek. V 70. letech přichází s ropnou krizí i krize sociálního státu. Objevují se nové výzvy, kterým musí státy čelit. Mění se struktura pracovního trhu, rodinné uspořádání, objevují se nová témata, jako jsou ochrana životního prostředí a rovné příležitosti pro muže a ženy a lidi různých ras, i nové fenomény jako stárnutí populace a globalizace. Období od konce 70. let bývá označována jako éra uskromnění, v němž vlády zápasily a zápasí s pomalým ekonomickým růstem, narůstající nezaměstnaností, rozpočtovými deficity a rostoucím zatěžováním rozpočtu penzijním a zdravotnickým systémem v důsledku stárnutí populace.

### Teorie vzniku sociálního státu
Funkcionalistické teorie (Wilensky, Wealth, Needs) spojují koncept sociálního státu se vznikem národních států a obecnými modernizačními procesy (industrializace, urbanizace, sekularizace), které změnily strukturu společnosti a vytvořily nové potřeby.
Dle švédského sociologa Waltra Korpiho je vznik a vývoj sociálního státu mnohem více určován politickými událostmi. Pro rozvoj sociálního státu je zásadní mobilizace levicových politických stran a odborů. Na jejím úspěchu, nikoli na stupni industrializace, závisí rozsah sociálního státu.
Vladimír Rys
dělí faktory ovlivňující vznik sociálního státu na:
- vnitřní: demografické faktory, ekonomické faktory, sociální struktura, politický vliv nátlakových skupin, vývoj institucí, sociálně-psychologické faktory
- vnější: kulturní difúze, rozvoj techniky, mezinárodní standardizace a technická pomoc, mezinárodní spolupráce

## Typologie sociálních států

### Titmussova typologie
Richard H. Titmuss rozlišil na konci 70. let tři typy sociálního státu: reziduální, institucionální a pracovně výkonový.
- Reziduální sociální stát vychází z liberálních myšlenek. Jádrem koncepce je předpoklad, že potřeby lidí jsou primárně uspokojovány rodinou a trhem. Sociální pomoc přichází na řadu až ve chvíli, kdy tyto dvě instituce přestanou normálně fungovat (rodinná krize, ekonomická krize apod.) Reziduální koncepce odpovídá "tradiční americké ideologii individuální odpovědnosti" a byla velmi populární před velkou krizí v USA[7]
- Institucionální sociální stát je charakterizován centrálně organizovaným systémem sociálních služeb, které mají zajišťovat standardní životní potřeby jedinců a skupin. Takový sociální stát má integrovat společnost, vyrovnávat nerovnosti a předcházet sociálním událostem. Sociální pomoc je zde vnímána jako "normální, akceptovatelná a oprávněná funkce moderní průmyslové společnosti", za touto koncepcí stojí přesvědčení, že "je správné pomáhat lidem v seberealizaci“.[7].
- Pracovně–výkonnostní sociální stát zajišťuje uspokojování potřeb svých občanů na meritokratickém principu, odvíjí se od začlenění do pracovních struktur a výsledků a produktivity práce.

### Esping-Andersenova typologie
Dánský teoretik sociálního státu, Gøsta Esping-Andersen, v roce 1990 ve své knize The Three Worlds of Welfare Capitalism poukázal na rozdílnost reálných sociálních států a na základě způsobu stratifikace a míry dekomodifikace a vztahů mezi státem, trhem a rodinou vytvořil tři ideální typy sociálního státu.
| Typ                            | liberální    | konzervativní          | sociálně-demokratický |
| Alternativní název             | anglosaský   | korporativistický      | skandinávský          |
| Převládající způsob solidarity | individuální | etatistický            | univerzální           |
| Míra dekomodifikace            | malá         | velká                  | největší              |
| Role státu                     | malá         | střední (subsidiarita) | velká                 |
| Role trhu                      | velká        | malá                   | malá                  |
| Role rodiny                    | malá         | velká                  | malá                  |
| Kritérium k obdržení dávek     | potřeba      | status                 | občanství             |
| Příklad                        | USA          | Německo                | Švédsko               |

## Kritika konceptu sociálního státu
Koncept sociálního státu byl a je kritizován od počátku svého vzniku, a to jak zprava, tak zleva.
Kritika zprava přichází z řad liberálních (Friedrich Hayek, Milton Friedman, Robert Nozick) a konzervativních myslitelů, kteří vyčítají sociálnímu státu omezování svobody jednotlivce a volného trhu.
Naopak marxistická kritika zleva považuje sociální stát jen za nástroj vládnoucí třídy k umlčení třídy pracující, který podporuje stávající sociální uspořádání.
Od 60. let se hovoří o krizích sociálního státu, které souvisejí s obecnějším politickým, ekonomickým a demografickým vývojem společností.
Obecně lze rozlišovat tyto typy krizí sociálního státu:
krize nákladů
sociální stát je příliš drahý
krize efektivity
aparát sociálního státu je těžkopádný, pracuje neefektivně a netransparentně
krize legitimity
sociální stát je nespravedlivý, zvýhodňuje určité vrstvy společnosti
I zastánci sociálního státu se shodují na tom, že sociální stát je třeba transformovat, aby odpovídal současnému uspořádání společnosti a chránil před novými riziky.

## Pozitivní stránky sociálního státu
Sociální stát je v řadě svých funkcí a aktivit nenahraditelný. Jeho pozitiva spočívají v:
- zaměstnává velký počet pracovníků a přispívá tak k vyrovnané zaměstnanosti
- zajišťuje přípravu na povolání a univerzální zdravotní péči a umožňuje tak reprodukci pracovních sil
- zvyšuje kupní sílu obyvatel a podporuje tak rozběh a stabilitu ekonomiky
- snižuje sociální nerovnost a vytváří pocit sociálního bezpečí
- podporuje sociální konsenzus a udržení sociálního smíru